# Síndrome de Bernheim

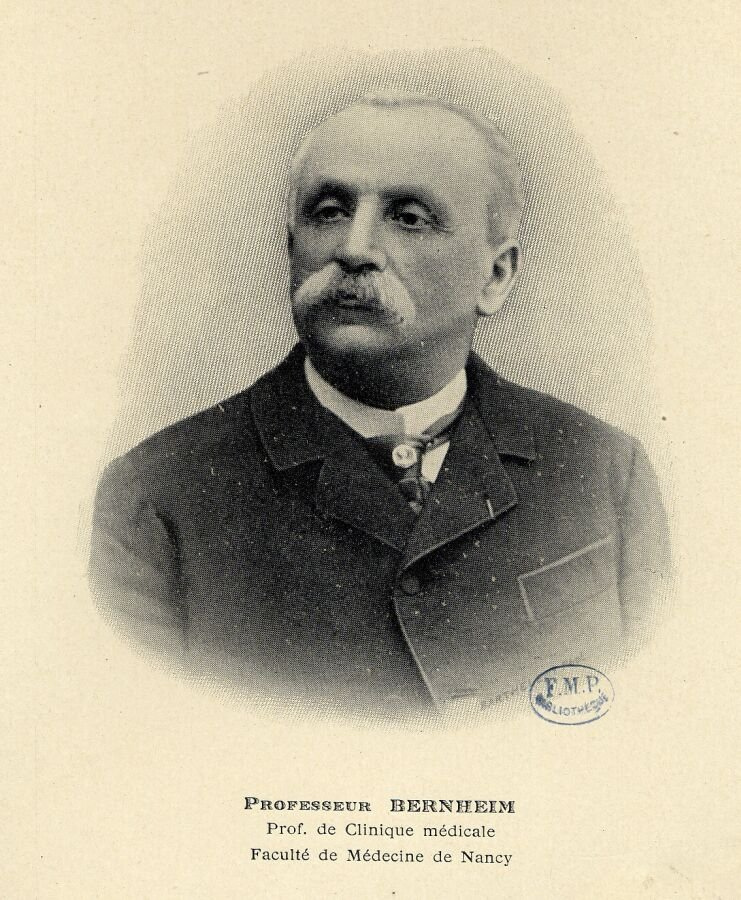
Hipólito Bernheim (1840-1919)

El síndrome de Bernheim es un presunto trastorno en el que el ventrículo derecho se comprime gravemente debido a un desplazamiento en la pared del tabique ventricular del corazón, lo que provoca insuficiencia cardíaca. Fue descrito por primera vez por Hippolyte Bernheim en 1910. Hoy en día, se discute si el síndrome de Bernheim es realmente un síndrome o un efecto secundario de otras afecciones cardíacas, como la insuficiencia cardíaca ventricular izquierda, donde el ventrículo izquierdo está sustancialmente agrandado, invadiendo el espacio del ventrículo derecho.

## Signos y síntomas
Los signos y síntomas del síndrome de Bernheim están mal definidos y normalmente siguen a los de la insuficiencia cardíaca. Bernheim distinguió el síndrome de Bernheim de las manifestaciones típicas de insuficiencia cardíaca mediante la ingurgitación de las venas debido a la congestión sin evidencia de congestión pulmonar. También hay evidencia de obstrucción venosa que llega a la circulación pulmonar y, por lo tanto, está aislada en el lado derecho del corazón. Las manifestaciones del síndrome de Bernheim incluyen síntomas de hipertensión, ronquidos en los pulmones, edema, distensión venosa y signos de mala perfusión. Es importante señalar que no existen manifestaciones de disnea ni congestión pulmonar hasta que se presume que se trata de una etapa terminal del síndrome de Bernheim.

## Etiología
Se cree que el síndrome de Bernheim es el desplazamiento hacia la derecha del tabique ventricular que comprime el ventrículo derecho sin causar congestión pulmonar. Esto fue descrito por primera vez por Hippolyte Bernheim en quien presentó 10 pacientes con signos y síntomas de insuficiencia cardíaca derecha cuya autopsia post mortem revela un tabique ventricular que invadió el espacio del ventrículo derecho. Esto se oponía a la visión tradicional de insuficiencia cardíaca derecha, hipertrofia ventricular derecha, donde el ventrículo derecho está agrandado. Bernheim describe ventrículos derechos del tamaño de una hendidura, lo que se debía a la pared abultada del tabique ventricular.
Se cree que el síndrome de Bernheim ocurre en dos etapas: la anatómica y la clínica. Durante la etapa anatómica no hay signos clínicos del síndrome, pero la estenosis del ventrículo derecho dificulta su llenado a su capacidad normal. Esto se compensa con la dilatación de la aurícula derecha, ya que adquiere diferente volumen. En el periodo clínico hay signos y síntomas presentes. En el período clínico se distinguen dos etapas. En la primera etapa, los signos clínicos de obstrucción venosa debido a la estenosis del ventrículo derecho se hacen evidentes mientras el flujo sanguíneo pulmonar continúa normalmente. En la segunda etapa, los síntomas de mala circulación se vuelven evidentes, como la ingurgitación venosa sistémica. Es en este punto donde el paciente parece tener insuficiencia cardíaca.

## Diagnóstico
La mayoría de los casos de síndrome de Bernheim se han identificado post mortem en la necropsia. Una vista transversal del músculo cardíaco mostrará un tamaño del ventrículo derecho muy reducido. En la necropsia, es típico que se pesen el corazón y los pulmones con un peso mayor, lo que indica una acumulación de sangre en los pulmones: congestión pulmonar. Por lo tanto, se espera que el peso de los pulmones esté dentro de los límites normales para descartar congestión pulmonar (900-1280 g). El peso del hígado también formó parte del diagnóstico, siendo un peso significativamente mayor que el que se encuentra en los límites normales (1.440-1.680 g), indicativo de distensión venosa.
En un entorno clínico, Bernheim afirma que la presencia de insuficiencia ventricular derecha aislada se debió claramente a la presencia de hipertrofia ventricular izquierda que fue secundaria a la presencia del síntoma de Bernheim. Esto se considera especialmente cuando la insuficiencia cardíaca no se debe a una debilidad en el miocardio sino a la estenosis de la pared miocárdica. La fluoroscopia, que se utiliza para ver el flujo sanguíneo en el corazón, también se ha considerado una herramienta confiable. Se esperaría que el ventrículo izquierdo y la aurícula derecha aumentaran de tamaño y que las otras dos cámaras parecieran "normales". Sin embargo, un ejemplo típico era confirmar la presencia del síndrome de Bernheim únicamente en el contexto de la autopsia.

## Historia
Sin embargo, en la comunidad médica se cree que el síndrome de Bernheim en realidad no existe y es sólo un efecto secundario observado de otra afección como la hipertrofia ventricular izquierda. Esto se debe a la falta de hallazgos sobre la compresión del ventrículo derecho único, sin acompañamiento de hipertrofia ventricular izquierda, que se espera invada el espacio ventricular derecho. Se afirma que no se observa ningún desplazamiento del tabique ventricular hacia la derecha, como describe Bernheim. Además, utilizando evidencia de las presiones sistólicas máximas derecha e izquierda, determinaron que, para empezar, no había evidencia de estenosis ventricular derecha. Cuando la insuficiencia cardíaca del ventrículo derecho se encuentra sin insuficiencia cardíaca del ventrículo izquierdo, se acompaña de embolia pulmonar y/o estenosis de la válvula mitral. Es debido a estos hallazgos que ha habido un movimiento para eliminar el síndrome de Bernheim de la terminología médica.